# بئر الخيانة (فلم)
بئر الخيانة فيلم إثارة مصري من إنتاج سنة 1987. من إخراج علي عبد الخالق، وتأليف إبراهيم مسعود، وإنتاج أفلام سعد شنب، ومن بطولة نور الشريف، عزت العلايلي، عبد العزيز مخيون.

## قصة الفيلم
من وحي ملفات المخابرات المصرية، تدور أحداث الفيلم حول جابر العامل في الميناء في الإسكندرية، ويعيش حياته من سرقة البضائع في الميناء ويحاول جاهدًا ترضية زوجته غزالة، إلا أن الأمور تضيق به بعد القبض عليه وترحيله للجيش، فيقرر الهروب من الجيش وبعدها إلى إيطاليا، وذات يوم يدخل السفارة الإسرائيلية دون علم بحثًا عن عمل يسترزق منه، وهنا تجنده المخابرات الإسرائيلية وتبدأ منذ ذلك الحين قصته مع الجاسوسية.

## الممثلون
| - نور الشريف بدور جابر عبد الغفار علي - عزت العلايلي بدور العقيد نادر لاشين - عبد العزيز مخيون بدور الضابط الإسرائيلي أبو داود - هدى رمزي بدور بوسي بارتيزيان - دلال عبد العزيز بدور غزالة | - أحمد لوكسر - أسامه عبد الخالق - مروة الخطيب بدور موظفة المكتب الإسرائيلي بروما - حسني عبد الجليل - رأفت راجي | - عبد الله حفني بدور الشاويش عبد التواب - محمد أبو حشيش بدور المعلم أنور - علي فرج - تامر أشرف بدور خميس الطفل - يوسف العسال بدور الطيار |